# Largau

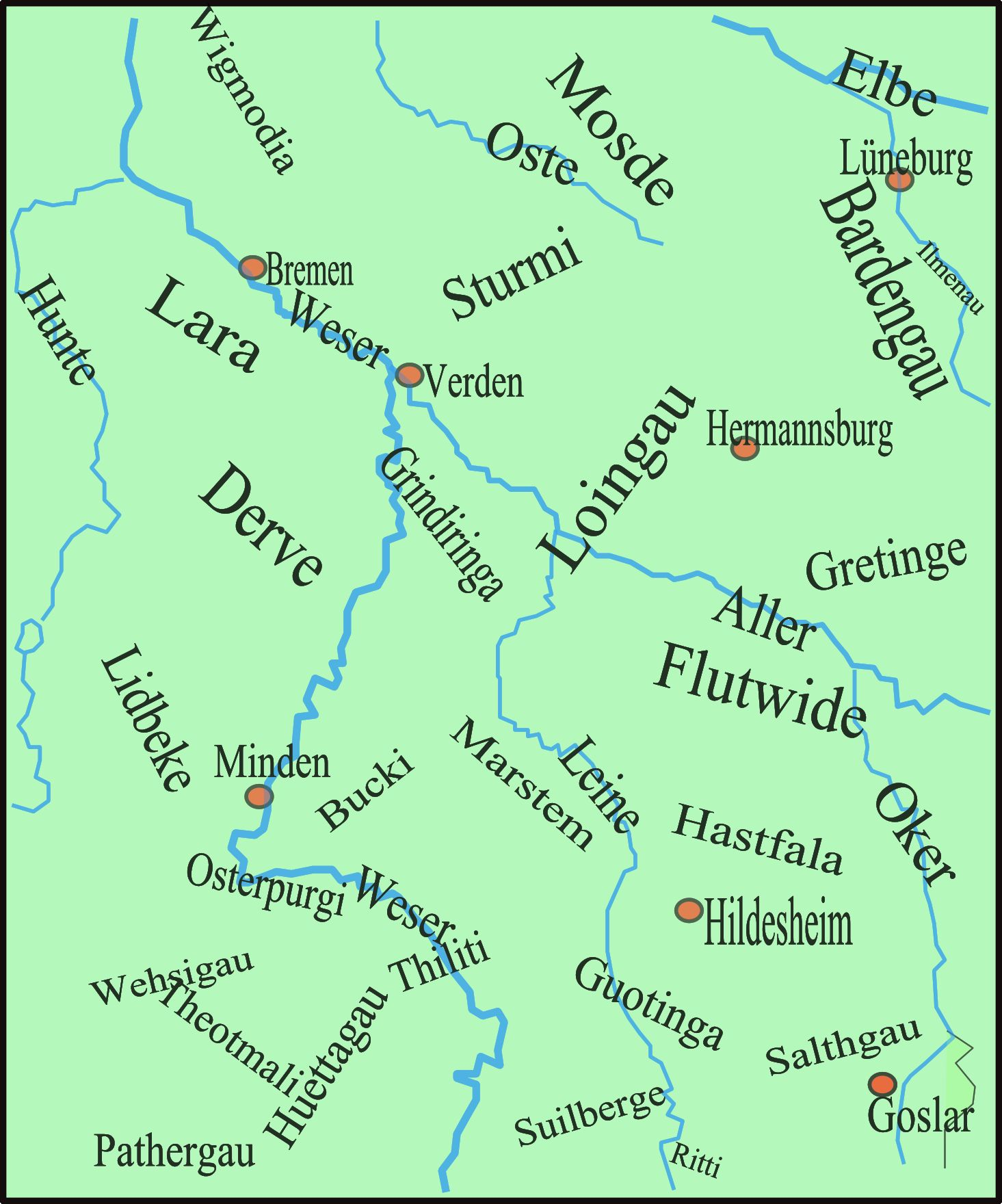
Largau („Lara“) und die umgebenden Gaue im Stammesherzogtum Sachsen um 1000

Der Largau war ein mittelalterlicher Gau im Herzogtum Sachsen, der sich links der Weser zwischen ungefähr Drakenburg und der Huntemündung erstreckte.

## Grenzen
Der Gesta Hammaburgensis des Adam von Bremen aus dem Jahr 1050 und der (allerdings gefälschten) Gründungsurkunde des Erzstifts Bremens zufolge verlief die Grenze des Largaus entlang der Weser von der Hunte- bis etwa zur Allermündung, dann entlang des Hessewegs (ungefähr die heutige B 215) und durch die Moore nordöstlich Nienburgs an Wölpe und Drakenburg vorbei zu einer Weserfurt bei Sebbenhausen, von dort entlang einer heute nicht mehr erkennbaren Landstraße, dem Folkweg (oder Folwec), durch die Syker Geest nach Wildeshausen an der Hunte und an diesem Fluss entlang bis wiederum zu seiner Mündung. Benachbart waren im Westen der Lerigau, Im Nordwesten, links der Hunte, der Ammergau, im Nordosten, rechts der Weser, der Gau Wigmodi, im Osten, bei Verden, der Sturmigau und im Süden Entergau, Dervegau und Grindergau.

## Ursprung, Geschichte und Fortleben
In der Gesta Hammaburgensis wird erwähnt, dass bei der Gründung des Bremer Erzbistums Ende des 8. Jahrhunderts zehn ältere sächsische Stammesgaue zusammengelegt und unter den Namen Wigmodia und Largau als provinciae direkt dem Erzbischof unterstellt wurden. Wigmodien fasste dabei die Territorien östlich der Weser zusammen, der Largau (auch: Lorgoe, Laargowe oder lateinisch pagus lara) jene westlich davon. Als weiterer Name für den Largau oder dessen nördlichen Teil wird im Hochmittelalter mitunter auch die Bezeichnung Steiringau verwendet, während die Syker Geest und die südlich daran anschließenden Teile des Entergaus auch als terra antiquorum saxonum („Land der alten Sachsen“) in den Urkunden erscheinen. Möglicherweise gehen diese Namen auf ältere sächsische Stammesgaue zurück.
Die ersten sicheren Nachrichten über das Gebiet sind aus der Vita Willehadi bekannt, einem Mitte des 9. Jahrhunderts entstandenen Bericht über das Leben des angelsächsischen Missionars Willehad, der später der erste Bremer Erzbischof wurde. Im Jahr 860 sollen sich demnach zahlreiche Wunderheilungen am Grab Willehads ereignet haben, denen viele Ortschaften des Bremer Umlands die erste Erwähnung ihres Namens verdanken, da die Wohnorte der Geheilten und der Gau, in dem Orte liegen, jeweils mit genannt werden. Hier finden sich die Angaben pagus lara, in lara, de laris usw.
Die Behauptung, die Gaue seien dem Erzbischof anfangs direkt unterstellt gewesen, steht offenbar im Zusammenhang mit den Bestrebungen Adalberts von Bremen im 11. Jahrhundert, in den Besitz der königlichen Grafschaftsrechte in seinem Erzbistum zu gelangen. Wahrscheinlicher ist, dass der Gau von Anfang an durch königliche Amtsgrafen verwaltet wurde, deren Namen allerdings anhand der Quellenlage nicht mehr zu erschließen sind. Vom 10. bis zum 12. Jahrhundert wurden die Grafschaftsrechte im Largau dann teils von den Grafen von Stade, teils von den Billungern gehalten, die ihre Herzogsgewalt unter anderem auf mehrere Comitate in Engern stützten, deren genaue Grenzen aber nicht mehr bekannt sind. Der Erbe beider Geschlechter war Heinrich der Löwe, der im largauischen Weyhe während der Auseinandersetzungen mit dem Erzbischof von Bremen 1166/67 eine Burg unterhielt.
Nach Heinrichs Sturz und der Aufsplitterung des sächsischen Herzogtums erscheinen zunächst um 1200 die Grafen von Bruchhausen (ältere Linie) als Freigrafen im westlichen Teil des Largaus, dessen Name aber zu dieser Zeit bereits nicht mehr in Gebrauch ist. Sein Gebiet geht in den neu entstehenden Territorialgrafschaften Oldenburg, Diepholz, Bruchhausen, Delmenhorst und vor allem Hoya auf; Teile davon verblieben auch beim Bremer Erzstift selbst oder dem Bistum Verden. Da die Hoyaer Niedergrafschaft einen großen Teil des ehemaligen Largaus umfasste, könnte man sogar von einer gewissen Kontinuität bis ins späte 20. Jahrhundert sprechen, als der Landkreis Grafschaft Hoya im Zuge der niedersächsischen Kreisreform 1977 aufgelöst und die althergebrachten politischen Grenzen damit endgültig beseitigt wurden.

## Ereignisse
Der Largau selbst hat keine über die Funktion als zeitweilige Verwaltungseinheit hinausgehende Bedeutung erlangt, allerdings spielten sich viele bedeutende Ereignisse der Regionalgeschichte Nordwestdeutschlands zumindest teilweise in seinen Grenzen ab oder nahmen dort ihren Ausgang. So lag etwa das antike, bei Ptolemäus aufgeführte Tulifurdon hier, später spielt Wildeshausen als Geburtsort Widukinds beim Sachsenaufstand von 782 eine Rolle. Die Kämpfe zwischen Heinrich dem Löwen und Bremen, der Kreuzzug gegen die Stedinger, die bremische Grafenfehde gegen Graf Gerhard III. von Hoya (1351–1359) oder die Schlacht bei Drakenburg, bei der 1547 die protestantische Seite im Schmalkaldischen Krieg einen letzten Sieg erringen konnte, sind weitere Beispiele.